# Meridiano 13 W
O meridiano 13 W é um meridiano que, partindo do Polo Norte, atravessa o Oceano Ártico, Gronelândia, Oceano Atlântico, África, Oceano Antártico, Antártida e chega ao Polo Sul. Forma um círculo máximo com o meridiano 167 E.
Começando no Polo Norte, o meridiano 13º Oeste tem os seguintes cruzamentos:
| País, território ou mar | Notas                                                                                          |
| ----------------------- | ---------------------------------------------------------------------------------------------- |
| Oceano Ártico           |                                                                                                |
| Gronelândia             |                                                                                                |
| Oceano Ártico           | Mar da Gronelândia                                                                             |
| Oceano Atlântico        |                                                                                                |
| Marrocos                |                                                                                                |
| Saara Ocidental         | Ocupado por Marrocos                                                                           |
| Mauritânia              |                                                                                                |
| Senegal                 |                                                                                                |
| Guiné                   |                                                                                                |
| Serra Leoa              |                                                                                                |
| Oceano Atlântico        |                                                                                                |
| Serra Leoa              | Ilhas Turtle                                                                                   |
| Oceano Atlântico        | Passa a oeste da Ilha Inacessível, Tristão da Cunha, Santa Helena, Ascensão e Tristão da Cunha |
| Oceano Antártico        |                                                                                                |
| Antártida               | Terra da Rainha Maud, reclamada pela Noruega                                                   |